# Inesita
La inesita es un mineral de la clase de los inosilicatos, y dentro de esta pertenece al llamado "grupo de los anfíboles". Fue descubierta en 1887 cerca de Dillenburg, en el estado de Hesse (Alemania), siendo nombrada así por su aspecto de "fibras de la carne", que en griego se dice ines. Sinónimos muy poco usados son: agnolita, angolita o rodotilita.

## Características químicas
Es un inosilicato de doble cadena sin aluminio, con calcio y manganeso, hidratado e hidroxilado.
Además de los elementos de su fórmula, suele llevar como impurezas: hierro, magnesio, aluminio y potasio, que le dan distintas tonalidades de color.

## Formación y yacimientos
Aparece como mineral secundario, formando costras y en vetas, en depósitos de rocas de minerales del manganeso que han sido alteradas por fluidos hidrotermales.
Suele encontrarse asociado a otros minerales como: rodocrosita, bementita, hausmannita, datolita, pectolita, apofilita, ruizita, orientita o cuarzo.